# Премия имени В. Н. Сукачёва
Пре́мия и́мени В. Н. Сукачёва — научная награда Российской академии наук. Присуждается Отделением общей биологии Российской академии наук за выдающиеся работы в области экологии.
Премия названа именем Владимира Николаевича Сукачёва (1880—1967) — российского (советского) геоботаника, лесовода, географа, действительного члена Академии наук СССР.

## Награждённые учёные
Источник:
- 1992 — Исаев, Александр Сергеевич — за серию серию работ «Анализ взаимодействий насекомых и древесных растений в системе лесного биогеоценоза»
- 1995 — Коропачинский, Игорь Юрьевич — за серию работ «Дендрофлора Сибири»
- 2001 — Горчаковский, Павел Леонидович — за серию работ по проблемам экологии растений и геоботаники
- 2004 — Ваганов, Евгений Александрович — за цикл работ по проблемам дендроклиматологии севера Евразии
- 2004 — Шиянов, Степан Григорьевич — за цикл работ по проблемам дендроклиматологии севера Евразии
- 2007 — Вомперский, Станислав Эдуардович — за серию работ «Продуктивность, структурно-функциональная организация и биосферная роль экосистем болот и осушаемых лесов»
- 2010 — Алексахин, Рудольф Михайлович — за цикл исследований по актуальным проблемам радиоэкологии (общая, сельскохозяйственная и лесная радиоэкология)
- 2013 — Рысин, Лев Павлович — за серию монографий «Хвойные леса России»
- 2016 — Розенберг, Геннадий Самуилович — за монографию «Введение в теоретическую экологию» в двух томах и книгу «Рандомизация и бутстреп: статистический анализ в биологии и экологии с использованием R» в соавторстве
- 2019 — Намзалов, Бимба-Цырен Батомункуевич — за серию работ по фитоценологии, экологии и географии растительности, охране и рациональному использованию аридных экосистем гор Южной Сибири и Центральной Азии